# Descobrir el País de Mai Més
Descobrir el País de Mai Més (títol original en anglès: Finding Neverland) és una pel·lícula de l'any 2004 dirigida per Marc Forster i protagonitzada per Johnny Depp, Kate Winslet i Dustin Hoffman, la qual fou doblada i emesa a TV3 per primera vegada el 30 de maig del 2015.

## Argument
Sir James Matthew Barrie és un escriptor d'obres de teatre. Quan les seves obres ja no reben bones crítiques decideix escriu-re'n una de nova. Mentre era al parc coneix Sylvia Llewelyn-Davies i els seus fills, Peter, Jack, George i Michael. Peter era l'únic dels tres a qui no li agradava gaire en James. Barrie crea una gran amistat amb la família, però no és ben vista per la seva muller Mary ni per la mare de la Sylvia.
L'escriptor i la família passen un magnífic estiu plegats en el qual els nois i ell mateix aprenen moltes coses junts. Especialment Peter, amb qui Barrie crea un gran lligam d'amistat, inseparable. Un cop, al camp, de passeig, Sylvia comença a tossir descontroladament i es descobreix que té un problema pulmonar, però decideix no sotmetre's a medicacions ni tractaments.
L'esposa de James es cansa d'haver de compartir el seu marit amb una altra família i decideix deixar-lo. Sylvia empitjora ràpidament, arribant a un punt en què ja no hi havia gaires esperances.
Barrie escriu una extraordinària obra inspirada en les seves experiències juntament amb la família de Sylvia, essent Peter el protagonista de la història. L'obra fou tot un èxit, captivant el públic amb la fantasia i originals personatges.
La salut de Sylvia no mostra cap canvi. La nit de l'estrena el senyor Barrie va a buscar-la, a demanar-li que deixi de fingir que no passa res. Però ella li fa entendre que la seva hora està arribant i ja no hi ha remei. Així és com un dia George li demana a la seva mare que baixi al living i allà es troba amb la mateixa obra, a casa. Al final, com un teló es desprèn de la paret de la casa i darrere d'ell es troba Neverland. Sylvia hi entra; allà és on mor, dibuixant aquesta mort darrere d'una estança eterna a Neverland. James i la senyora Llewelyn-Davis comparteixen la tutela dels fills de Sylvia.

## Repartiment
- Johnny Depp: J. M. Barrie
- Kate Winslet: Sylvia Llewelyn-Davies
- Julie Christie: Mrs. Emma du Maurier
- Radha Mitchell: Mary Barrie
- Dustin Hoffman: Charles Frohman
- Freddie Highmore: Peter Llewelyn Davies
- Kelly Macdonald: Maude Adams (Peter Pan a l'obra)

## Premis i nominacions

### Premis
- 2005: Oscar a la millor banda sonora per Jan A. P. Kaczmarek
- Millor actor al Festival Internacional de Cinema de Catalunya per Sam Rockwell
- Millor pel·lícula al Festival Internacional de Cinema de Catalunya per Duncan Jones
- Millor disseny de producció al Festival Internacional de Cinema de Catalunya per Tony Noble
- Millor guió al Festival Internacional de Cinema de Catalunya per Nathan Parker

### Nominacions
- 2005: Oscar a la millor pel·lícula per Richard N. Gladstein i Nellie Bellflower
- 2005: Oscar al millor actor per Johnny Depp
- 2005: Oscar al millor guió adaptat per David Magee
- 2005: Oscar a la millor direcció artística per Gemma Jackson i Trisha Edwards
- 2005: Oscar al millor vestuari per Alexandra Byrne
- 2005: Oscar al millor muntatge per Matt Chesse
- 2005: Globus d'Or a la millor pel·lícula dramàtica
- 2005: Globus d'Or al millor director per Marc Forster
- 2005: Globus d'Or al millor actor dramàtic per Johnny Depp
- 2005: Globus d'Or al millor guió per David Magee
- 2005: Globus d'Or a la millor banda sonora per Jan A. P. Kaczmarek
- 2005: BAFTA a la millor pel·lícula
- 2005: BAFTA al millor director per Marc Forster
- 2005: BAFTA al millor actor per Johnny Depp
- 2005: BAFTA a la millor actriu per Kate Winslet
- 2005: BAFTA a la millor actriu secundària per Julie Christie
- 2005: BAFTA al millor guió adaptat per David Magee
- 2005: BAFTA a la millor fotografia per Roberto Schaefer
- 2005: BAFTA al millor disseny de producció per Gemma Jackson
- 2005: BAFTA al millor vestuari per Alexandra Byrne
- 2005: BAFTA al millor maquillatge per Christine Blundell
- 2005: BAFTA a la millor música per Jan A. P. Kaczmarek